# Secularisering (Frankrijk)
De Secularisering of sécularisation is een episode in de Franse geschiedenis die zich afspeelde in een periode tot omstreeks 1905.
De secularisering werd gestimuleerd door antiklerikale politici als Jules Ferry, die het onderwijs wilden onttrekken aan de invloed van de Rooms-Katholieke Kerk. 
Van 1879-1880 was hij minister van Onderwijs. In deze periode onttrok hij het universitaire onderwijs aan private inrichtingen. Dit betrof vaak kloosterordes. 
In 1881 werd een wet aangenomen voor de inrichting van openbare lagere scholen (école public) die gratis waren en verplicht voor iedereen. Daarnaast zou het secundaire onderwijs opengesteld worden voor meisjes.
In 1882 was hij opnieuw minister van Onderwijs. Daar vaardigde hij een wet uit waarin de seculariteit (laïcité) van het onderwijs werd gegarandeerd.
De strijd tegen de kerkelijke invloed deed ter linkerzijde een nieuwe partij ontstaan: de Parti Radical. Tegenover deze meer verlichte stromingen kwamen ook extreemrechtse bewegingen op, die aangevoerd werden door generaal Georges Boulanger. Dieptepunt van hun drijven was de antisemitische Dreyfus-affaire. Niettemin kwam er een centrumlinkse regering van nationale eenheid onder leiding van Waldeck-Rousseau, die duurde van 1899 tot 1902. De Radicale Partij vervulde in 1902 een sleutelpositie in de nieuwe regering, en nam onder meer het initiatief voor een wet die de scheiding van Kerk en Staat garandeerde en die in 1905 van kracht werd. Vele jaren later zou de Radicale Partij, als onderdeel van de Republikeinse beweging, geleidelijk in centrumrechtse richting opschuiven en onderdeel van de rechtse UDF worden.
In 1904 had de secularisatiecampagne tot gevolg dat een groot aantal religieuze ordes niet meer in Frankrijk mochten functioneren en als zodanig verdreven werden. Dit leidde ertoe dat er diverse Franse ordes naar België en Nederland uitweken en daar een impuls aan het kloosterleven gaven.

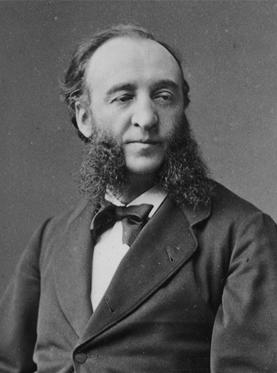
Jules Ferry
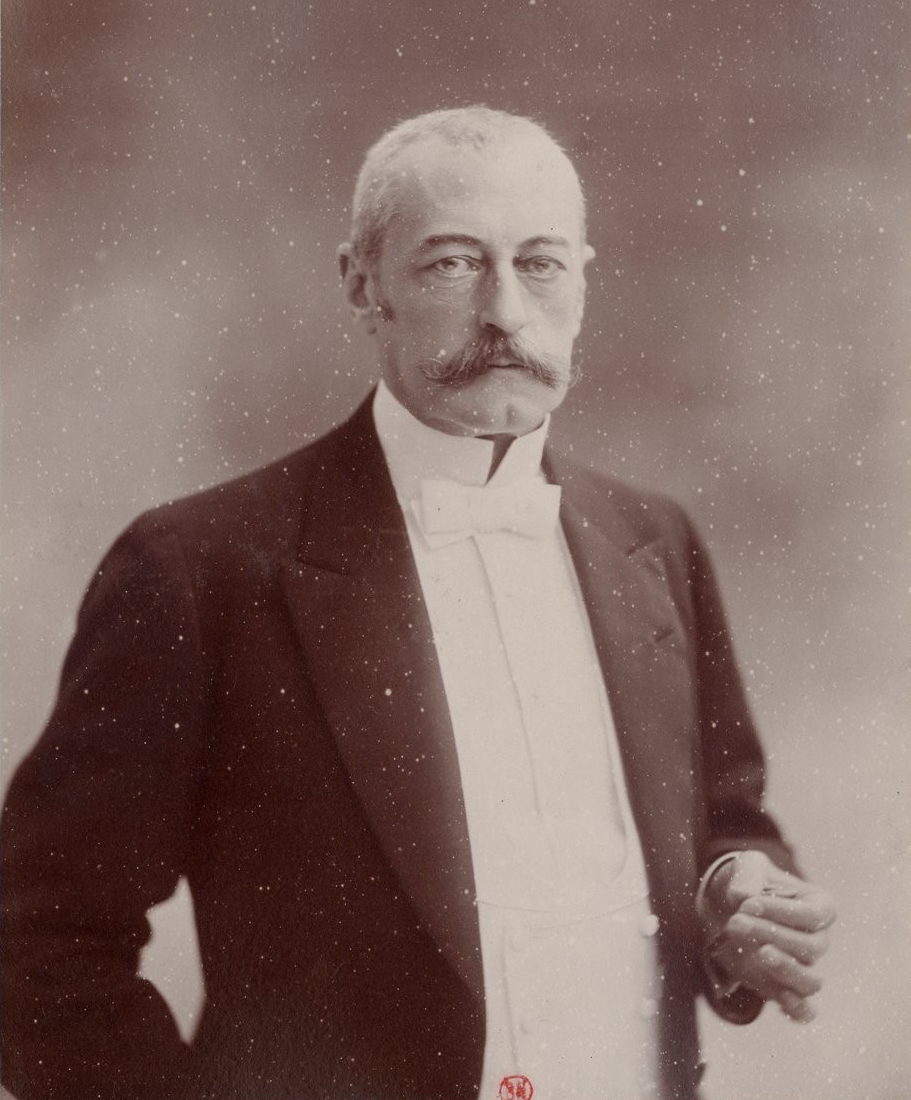
Pierre Waldeck-Rousseau
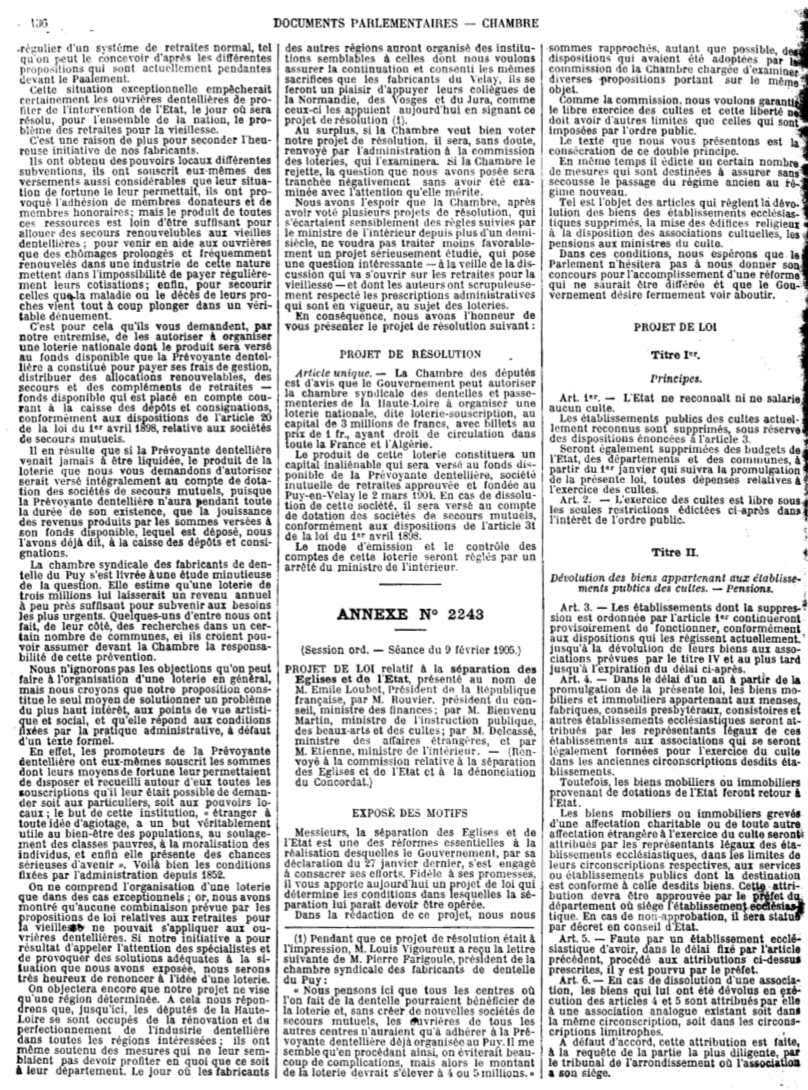
Eerste pagina van de Wet op de scheiding van kerk en staat uit 1905
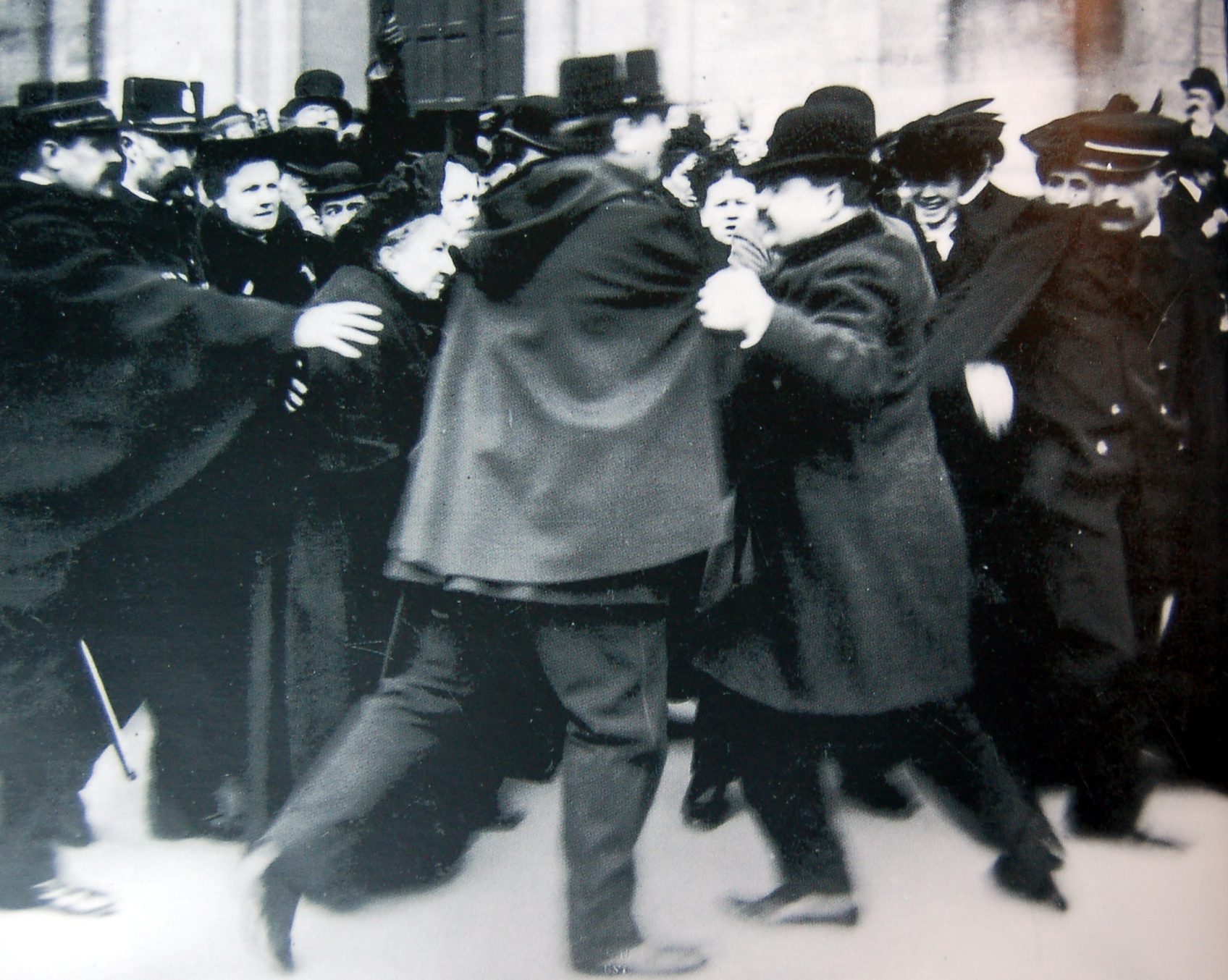
Demonstratie bij de Notre Dame